# Institutul național de statistică și geografie (Mexic)

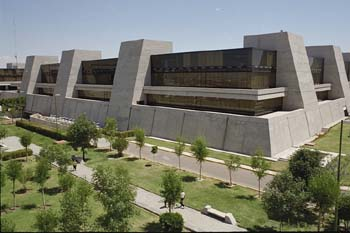
Sediul INEGI din oraşul Aguascalientes.

Institutul național de statistică și geografie, cunoscut sub abrevierea INEGI, conform originalului din spaniolă, Instituto Nacional de Estadística, Geografía e Informática, este un organism autonom al guvernului Mexicului, ale cărui obiective de bază sunt coordonarea națională obiectivă a informațiilor de natură geografică precum și producerea de informații geografice statistice de interes național.